# Ronny Garbuschewski
Ronny Garbuschewski (* 23. Februar 1986 in Grimma) ist ein deutscher Fußballspieler.

## Karriere
Garbuschewski erlernte das Fußballspielen beim FSV Kitzscher. Seine ersten Einsätze im Seniorenbereich hatte er beim FC Sachsen Leipzig. Von 2009 bis 2012 spielte er beim Chemnitzer FC, mit dem er 2010/11 als Meister der Regionalliga Nord in die 3. Liga aufstieg. Zur Saison 2012/13 wechselte er zu Fortuna Düsseldorf in die Bundesliga und kam zu sieben Erstligaeinsätzen, darunter dreimal als Teil der Startelf. Zur Saison 2013/14 kehrte Garbuschewski zum Chemnitzer FC zurück. Zum 31. Dezember 2014 wurde der „bis zum 30. Juni 2017 laufende Vertrag ‚im beiderseitigen Einvernehmen‘ aufgehoben“.
Von Januar 2015 bis Januar 2016 spielte Garbuschewski für Energie Cottbus.
Im Januar 2016 wechselte er zu Hansa Rostock und erhielt einen Vertrag bis 30. Juni 2017. Insgesamt kam Garbuschewski zu 15 Ligaeinsätzen für die Kogge in der Saison 2015/16, sowie zu zwei Pflichtspieleinsätze im Landespokal, den er im Finale gegen den FC Schönberg 95 auch gewann (4:3 n. E.). Während der Saisonvorbereitung 2016/17 beim Testspiel gegen die TSG Neustrelitz erlitt Garbuschewski einen Anriss im Außenmeniskus und musste in der Folge operiert werden. Mitte Oktober 2016 gab er seine Comeback und kam im restlichen Saisonverlauf zu zwölf Ligaeinsätzen. Garbuschewski brachte es an Bord der Kogge auf 31 Pflichtspieleinsätze. Sein auslaufender Vertrag bei Hansa zum Saisonende 2016/17 wurde nicht verlängert.
Garbuschewski wechselte mit Beginn der Saison 2017/18 zum Drittligisten FSV Zwickau und erhielt einen Vertrag bis zum 30. Juni 2018, der jedoch nicht weiter verlängert wurde. Zur Saison 2018/19 wechselte Ronny Garbuschewski zum BFC Dynamo in die Regionalliga Nordost. Im Juli 2021 folgte der Wechsel zum Oberligisten Greifswalder FC. Nach einer langwierigen Verletzung beendete Ronny Garbuschewski 2022 seine Karriere. Zur Saison 2022/23 schloss sich Garbuschewski dem SV Wittenbeck in der Kreisliga, Verband Warnow an.

## Privates
Ronny Garbuschewski hat eine Tochter.
Bei einer bundesweiten Polizeiaktion gegen manipulierte Pokerrunden wurde Ronny Garbuschewski und weitere Personen 2018 wegen des Verdachts auf Verbrechen des banden- und gewerbsmäßigen Betrugs vorläufig festgenommen. Im August 2019 erfolgte die Anklage durch die Staatsanwaltschaft Dresden. Der geständige Garbuschewski wurde zu einem Jahr und acht Monate Haft auf Bewährung verurteilt.

## Erfolge
- Landespokalsieger Mecklenburg-Vorpommern 2015/16 und 2016/17 (mit Hansa Rostock)
- Meister Oberliga Nordost (Nord) 2021/22 (mit dem Greifswalder FC)